# Манираптообразни
Манираптообразните (Maniraptoriformes) са клон влечуги от разред Гущеротазови (Saurischia).
Таксонът е описан за пръв път от Томас Ричард Холц през 1996 година.

## Клонове
- Maniraptora – Манираптори